# Lophorrhachia aenospila
Lophorrhachia aenospila är en fjärilsart som beskrevs av Bethune-Baker 1913. Lophorrhachia aenospila ingår i släktet Lophorrhachia och familjen mätare. Inga underarter finns listade i Catalogue of Life.